# Średnia (Bukowie)
Średnia – część wsi Bukowie w Polsce, położona w województwie świętokrzyskim, w powiecie ostrowieckim, w gminie Kunów.
W latach 1975–1998 Średnia administracyjnie należała do województwa kieleckiego.